# 靶眼
靶眼（英語：Bullseye），本名為萊斯特，是一名在漫威漫畫中登場的超級反派。由馬夫·沃夫曼和老约翰·罗米塔所創作，首次出現於《夜魔俠》#131（1976年3月）。
靶眼在IGN前100名漫畫書惡棍中排行第二十，他同時也在前五十位復仇者排名中名列第三十五名。

## 簡介
靶眼是一名來歷不明的職業殺手，某天他被金霸王雇傭並成為其手下的頭號殺手，替他剷除在擴張其犯罪帝國的道路上會遇到的阻礙，因此與金霸王的最大死敵夜魔俠開始了爭鬥，直到靶眼被捕入獄為止。
在靶眼入獄後，金霸王改為幻影殺手為他辦事並成為他手下的頭號殺手，但靶眼在逃獄後為了奪回自己的地位而殺死了她，這引來了曾經是幻影殺手的戀人的夜魔俠的憤怒，夜魔俠於是找上了靶眼，在決鬥後靶眼從高處摔落並摔斷了他的脊椎導致癱瘓。
後來，一名來自日本的罪犯科學家小山賢二找上了癱瘓的靶眼並利用亞德曼金屬修復了他的脊骨，原本只是一個普通人類的靶眼不但因此恢復了身體，在亞德曼金屬脊骨的協助下更令他擁有了強悍的肉體。於是他再次和夜魔俠展開爭鬥並殺死了他的戀人凱倫·佩吉。
在《秘密入侵》後，諾曼·奧斯朋因為立下大功而取代「鋼鐵人」東尼·史塔克成為美國政府的代言人，並將神盾局改組為天錘局，他找來靶眼成為其組建的黑暗復仇者的一員，並讓靶眼以鷹眼的身分出現。

## 能力
靶眼本身並沒有任何超能力，但他有著優越的體能、敏捷度、耐力、速度和反應。他最著名的能力是擁有超人等級的投擲技術，他可以用撲克牌撕裂目標人物的喉嚨，甚至能用一根牙籤殺死一百碼（約91公尺）外的對手。靶眼是一名神射手，不管是使用常規武器還是冷兵器，他都能精準地命中目標。除此之外也是近身搏鬥的高手。在和夜魔俠決鬥而導致癱瘓後，小山賢二利用亞德曼金屬修復了他的脊椎，這使他擁有了更耐打的肉體。靶眼在行動前會仔細研究目標的一切，好讓他在展開暗殺行動時會更加的順利。

## 其他媒體

### 漫威電影宇宙
在漫威電影宇宙中，由威爾遜·貝索爾飾演的靶眼，是一位名為班傑明·「德克斯」·波因德斯特的FBI探員，有著嚴重的精神疾病。靶眼首次亮相於2018年電視劇《夜魔俠》第三季，後來於2025年電視劇《夜魔俠：重生》中回歸。
此外，在2024年電影《死侍與金鋼狼》，由Curtis Small飾演靶眼的變體。

### 電影
- 《夜魔俠》（2003）：由柯林·法洛飾演。

### 遊戲
- 《漫威：未來之戰》：手機遊戲，靶眼是玩家可使用角色之一。